# 酸化モリブデン(VI)
酸化モリブデン(VI)（さんかモリブデン ろく、英: molybdenum(VI) oxide）または三酸化モリブデン（さんさんかモリブデン、英: molybdenum trioxide）は化学式MoO3で表されるモリブデンと酸素の化合物である。酸化モリブデン(VI)はモリブデン化合物の中では最も大規模に生産されている。天然には希少な鉱物モリブダイト(en:molybdite)として産出する。主な応用として、酸化反応の触媒、金属モリブデンの原料がある。含まれるモリブデンの酸化数は+6である。

## 構造

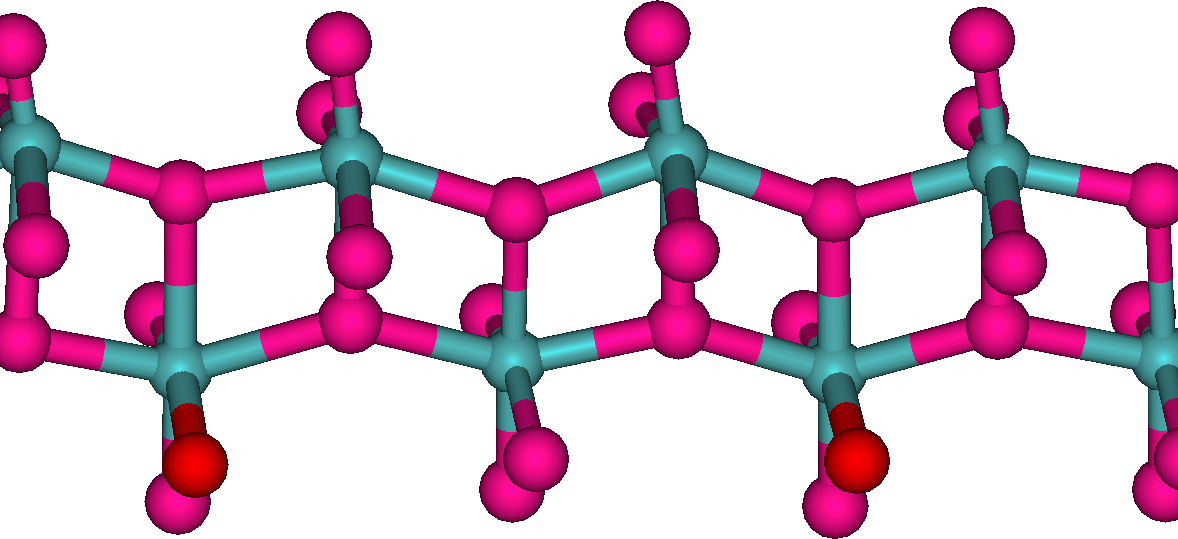
辺を共有する八面体からなる鎖の一部。鎖の手前と奥とにある酸素原子で他の鎖と結びつき、層をなしている。

気相では、3個の酸素原子はモリブデン中心との二重結合を有している。
固相では、無水物は、斜方晶系に属し、歪んだMoO6八面体の層を構成する。八面体は辺を共有して鎖を構成し、さらに酸素原子で他の鎖と結びついて、層をなしている。モリブデン中心は、架橋していない酸素原子との間に、1本の短いMo-O結合をもつ。

## 合成と主な反応
工業的には、MoO3はモリブデンの主要な鉱物である二硫化モリブデン（輝水鉛鉱）の焙焼によって生産される。
{\displaystyle {\ce {2MoS2\ + 7O2 -> 2MoO3\ + 4SO2}}}
実験室では、モリブデン酸ナトリウム水溶液と過塩素酸を反応させて作る。
{\displaystyle {\ce {Na2MoO4\ + H2O\ + 2HClO4 -> MoO3(H2O)2\ + 2NaClO4}}}
二水和物は容易に水和水を失って一水和物になる。いずれも明るい黄色をしている。
酸化モリブデン(VI)はわずかに水に溶けてモリブデン酸になる。塩基に溶かすとモリブデン酸イオンになる。

## 用途
酸化モリブデン(VI)は、鋼鉄や耐腐食性合金に添加される金属モリブデンの生産に用いられる。採算の合う方法は、高温における水素との反応である。
{\displaystyle {\ce {MoO3\ + 3H2 -> Mo\ + 3H2O}}}
酸化モリブデン(VI)は、プロピレンとアンモニアの酸化によるアクリロニトリルの生産における共触媒の成分でもある。
酸化モリブデン(VI)がもつ層構造と、Mo(VI)/Mo(V)のカップリングの容易さから、電気化学デバイスやディスプレイへの応用が期待されている。
酸化モリブデン(VI)を高分子に担持するなどして抗菌剤に用いる研究がある。水に接触すると、水素イオンH+を生じ、バクテリアを効率的に殺す。しかし、このような抗菌活性を示す触媒を環境中で清浄に保てるかどうかは知られていない。

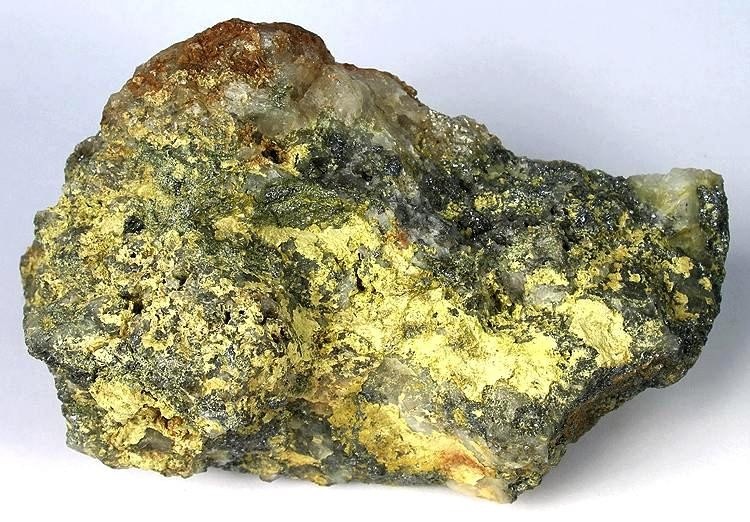
輝水鉛鉱に付随したモリブダイト。 ニューメキシコ州Questaのモリブデン鉱山にて採取（11.0×6.7×4.1 cm）

## 法規制
モリブデン化合物は労働安全衛生法第57条、労働安全衛生法施行令第18条の2による通知対象物とされ、さらに三酸化モリブデンは労働安全衛生法第100条、労働安全衛生規則第95条の6による令和2年有害物ばく露作業報告対象物質とされている。